# Belloc-Saint-Clamens
Belloc-Saint-Clamens is een gemeente in het Franse departement Gers (regio Occitanie) en telt 148 inwoners (1999). De plaats maakt deel uit van het arrondissement Mirande.

## Geografie
De oppervlakte van Belloc-Saint-Clamens bedraagt 10,5 km², de bevolkingsdichtheid is 14,1 inwoners per km².
De onderstaande kaart toont de ligging van Belloc-Saint-Clamens met de belangrijkste infrastructuur en aangrenzende gemeenten.

## Demografie
Onderstaande figuur toont het verloop van het inwonertal (bron: INSEE-tellingen).